# Жджарув
Жджарув (пол. Żdżarów) — село в Польщі, у гміні Сохачев Сохачевського повіту Мазовецького воєводства.
Населення — 564 особи (2011).
У 1975-1998 роках село належало до Скерневицького воєводства.

## Демографія
Демографічна структура станом на 31 березня 2011 року:
|          | Загалом | Допрацездатний вік | Працездатний вік | Постпрацездатний вік |
| -------- | ------- | ------------------ | ---------------- | -------------------- |
| Чоловіки | 284     | 81                 | 185              | 18                   |
| Жінки    | 280     | 55                 | 182              | 43                   |
| Разом    | 564     | 136                | 367              | 61                   |